# 弗傑采盧鄉
44°47′22″N 24°32′20″E / 44.7894°N 24.5389°E
弗傑采盧鄉（羅馬尼亞語：Comuna Făgețelu, Olt），是羅馬尼亞的一個鄉份，位於該國南部，由奧爾特縣負責管轄，面積46.46平方公里，海拔高度308米，2007年人口1,340，人口密度每平方公里29人。